# Daniel Campos (provins)

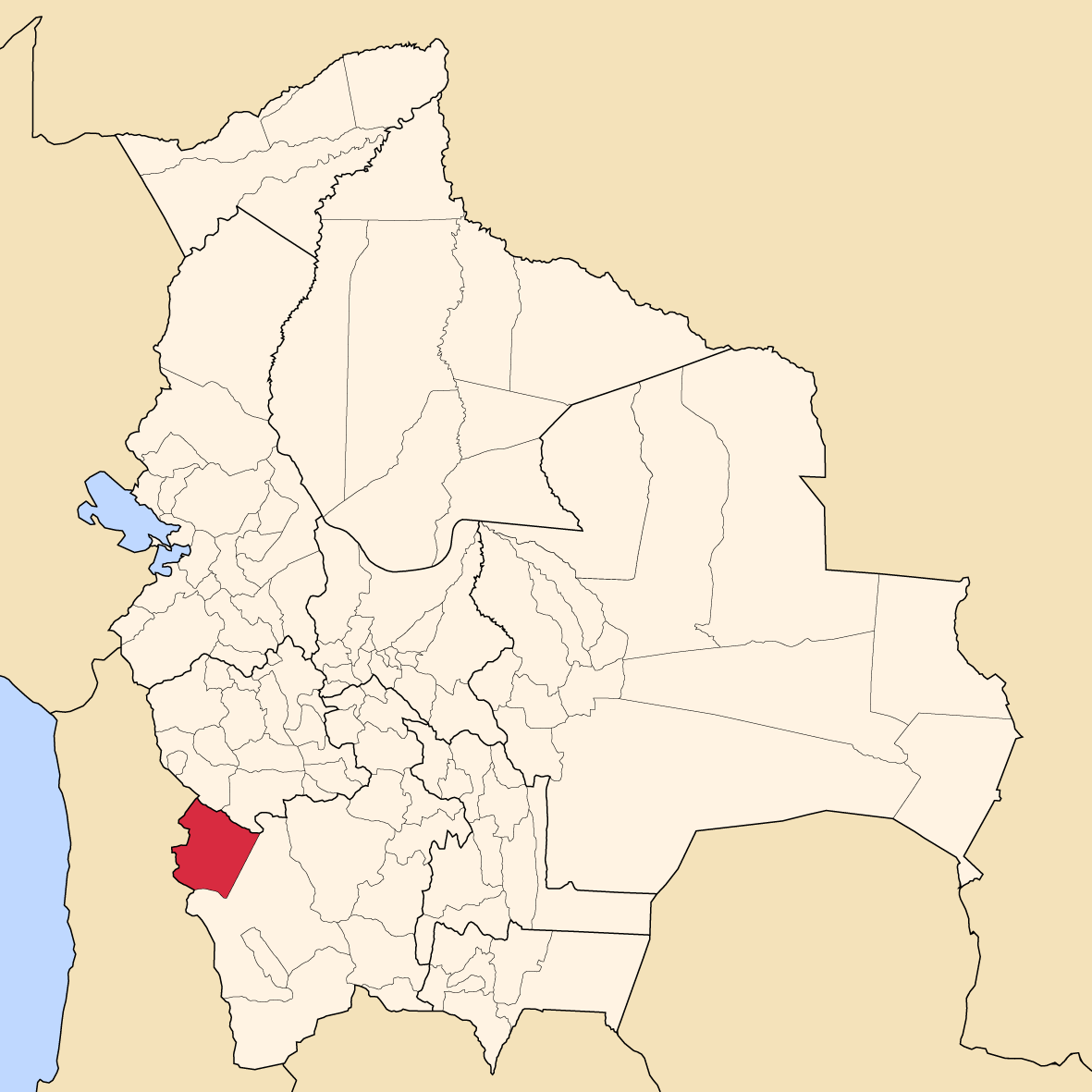
Provinsens läge i Bolivia

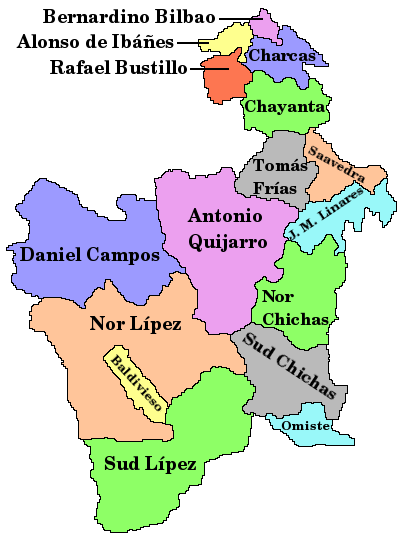
Provinser i Potosí

Daniel Campos är en provins i departementet Potosí i Bolivia. Den administrativa huvudorten är Llica.